# Klaudiusz Baran
Klaudiusz Baran (ur. 17 stycznia 1971 w Przemyślu) – polski muzyk, akordeonista, bandoneonista, profesor sztuk muzycznych (2014), w latach 2016-2024 rektor Uniwersytetu Muzycznego Fryderyka Chopina w Warszawie.

## Życiorys

### Edukacja
W 1995 ukończył studia w Akademii Muzycznej im. Fryderyka Chopina w Warszawie w klasie prof. Jerzego Jurka. Jako stypendysta rządu francuskiego kontynuował studia w Conservatoire Paul Dukas w Paryżu w klasie prof. Maxa Bonnaya.

### Działalność artystyczna
Uczestniczył m.in. w festiwalu Warszawska Jesień, Forum Lutosławskiego w Filharmonii Narodowej w Warszawie, Festiwalu Muzyki Współczesnej Musica Polonica Nova we Wrocławiu, Musica Moderna w Łodzi, Bajan i bajaniści w Moskwie, Bravo Maestro w Kąśnej Dolnej, Skrzyżowanie Kultur w Warszawie, Dialogu Czterech Kultur w Łodzi, Festiwalu Muzycznym w Łańcucie, Festiwalu Goldbergowskim w Gdańsku, Tango Festival y Mundial de Baile w Buenos Aires.
Jako solista współpracował m.in. z orkiestrami: Filharmonii Narodowej, Narodową Orkiestrą Symfoniczną Polskiego Radia, Orkiestrą Kameralną Polskiego Radia AMADEUS, Sinfonią Varsovią, Sinfoniettą Cracovią, Orkiestrą AUKSO, Dresdner Philharmoniker pod batutą dyrygentów tj.: Jerzy Maksymiuk, Agnieszka Duczmal, Daniel Raiskin, Massimiliano Caldi, Lucas Vis, Reinbert de Leeuw, Bassem Akiki
Koncertował z takimi artystami jak: Roby Lakatos, Susana Moncayo von Hase, Krzysztof Jakowicz, Konstanty Andrzej Kulka, Janusz Wawrowski, Julius Berger, Ivan Monighetti, Tomasz Strahl, Andrzej Bauer, Marcin Zdunik, Michał Nagy, Waldemar Malicki, Paweł Gusnar
Jest członkiem i założycielem następujących zespołów: Tangata Quintet z którym dwukrotnie był nominowany do Nagrody Fryderyk (2004, 2005), Machina del Tango i DesOrient.
Występował solo, w zespołach kameralnych, jak i z towarzyszeniem orkiestr symfonicznych w całej Europie, Ameryce Południowej i Azji.
W 2003 ukazała się płyta nagrana dla wytwórni Sony Classical z solowymi i kameralnymi dziełami Astora Piazzolli, która otrzymała nagrodę Akademii Fonograficznej Fryderyk 2003 w kategorii Najlepszy album – muzyka kameralna, a w roku 2019 wielkie wydawnictwo płytowe PWM „100 na 100 Muzyczne Dekady Wolności”, które otrzymało nagrodę Akademii Fonograficznej Fryderyk 2019 w dwóch kategoriach „Album roku muzyka symfoniczna” oraz „Najwybitniejsze nagranie muzyki polskiej”.
Artysta dokonał licznych nagrań dla Polskiego Radia i Telewizji, a także muzyki filmowej, teatralnej i rozrywkowej.

### Praca dydaktyczna
Po studiach związany z Uniwersytetem Muzycznym Fryderyka Chopina w Warszawie, gdzie w latach 2002–2005 pełnił obowiązki kierownika Międzyuczelnianej Katedry Akordeonistyki. Od 2008 pełnił funkcję prodziekana Wydziału Instrumentalnego, a od 2011 dziekana Wydziału Instrumentalnego. W 2012 został wybrany na stanowisko prorektora do spraw artystycznych Uniwersytetu Muzycznego Fryderyka Chopina w Warszawie na czteroletnią kadencję[1]. W 2016 został wybrany rektorem Uniwersytetu Muzycznego Fryderyka Chopina w Warszawie, a w 2020 ponownie na kadencję 2020–2024.
W 2014 otrzymał tytuł profesora sztuk muzycznych.

## Odznaczenia
- Złoty Medal „Zasłużony Kulturze Gloria Artis” (2024)[3][4][5]
- Brązowy Medal „Zasłużony Kulturze Gloria Artis” (2010)[5]

## Najważniejsze nagrody
- I nagroda w Ogólnopolskim Konkursie Akordeonowym w Katowicach (1993)
- II nagroda (I nagrody nie przyznano) w Międzynarodowym Konkursie Akordeonowym w Castelfidardo (1996)
- Fryderyk 2003 – Najlepszy Album Muzyka Kameralna, za album „Tango Piazzolla” SonyClassical (2003)
- Fryderyk 2019 – Album Roku Muzyka Symfoniczna oraz Najwybitniejsze Nagranie Muzyki Polskiej za album „100 na 100 Muzyczne dekady wolności” PWM (2019)
- Nagroda ZAiKS-u za popularyzację polskiej muzyki współczesnej (2022)[6]

## Dyskografia
Płyty gościnne i solo:
- 1996 – Julian Mere – „Paolo Conte”
- 1997 – Michał Lorenc – „Złoto dezerterów” – muzyka do filmu J. Majewskiego
- 1997 – Szwagierkolaska – „Kicha”
- 1998 – Krzesimir Dębski – „Ogniem i mieczem” – muzyka do filmu J. Hoffmanna
- 1999 – Jacek Kleyff – „Od Salonu Niezależnych do Orkiestry na Zdrowie”
- 1999 – Michał Bajor – „Kocham jutro”
- 1999 – Michał Lorenc – „Przedwiośnie” – muzyka do filmu F. Bajona
- 2000 – Irena Santor – „Santor Cafe”
- 2000 – „Kolędowanie Julity I Pauli”
- 2001 – Kayah – „Jakajakayah”
- 2001 – Kazik Staszewski – „Melodie Kurta Weilla i coś ponadto”
- 2002 – Ryszard Rynkowski – Intymnie
- 2002 – Marcin Przybylski – „Bellatrix”
- 2002 – Katarzyna Groniec – „Poste restante”
- 2002 – Michał Bajor – „Twarze w lustrach”
- 2002 – Edyta Geppert – „Wierzę piosence”
- 2002 – Kora – „Kora Ola Ola!”
- 2003 – „Młynarski, czyli trzy elementy”
- 2003 – Tango Piazzolla – Klaudiusz Baran, Tomasz Strahl, Michał Nagy, Royal String Quartet (Nagroda Fryderyk 2003 w kategorii najlepszy album muzyka kameralna)
- 2003 – Marta Górnicka – „Tango 3001”
- 2003 – Katarzyna Klich „Kobieta – Szpieg”
- 2003 – Album „Ladies” wspierający program „Możesz zdążyć przed rakiem” Fundacji Jolanty Kwaśniewskiej „Porozumienie bez barier”
- 2003 – Tangata Quintet – „Live at Buffo”
- 2004 – „Bizet, Rodrigo, Piazzolla” – Klaudiusz Baran, Łukasz Kuropaczewski, Orkiestra Filharmonii Szczecińskiej – Zygmunt Rychert dyr.
- 2004 – „Musica Polonica Nova – Warsaw Composers 2”
- 2004 – Antonina Krzysztoń – „Dwa księżyce”
- 2005 – Iwona Loranc – „Znaki na niebie”
- 2005 – K. Jakowicz i Tangata Quintet – „Tango moja miłość”
- 2005 – Letnia Filharmonia Aukso – Wigry
- 2005 – Michał Bajor – „Największe przeboje”
- 2005 – Joanna Dark – „Dark Night”
- 2006 – Ewa Małas-Godlewska – „Sentiments”
- 2006 – Justyna Bacz – „Tête-à-tête”
- 2007 – Michał Lorenc i Desorient
- 2007 – Michał Bajor – „Inna bajka”
- 2008 – „O rodicich a detech”
- 2008 – Przybylski & 5PO feat Klezzmates – „Vernix monodram warszawski”
- 2008 – Justyna Bacz – „Brassens mon Amour”
- 2008 – CafeFogg
- 2009 – Ryszard Rynkowski – „Zachwyt”
- 2009 – Andrzej Piaseczny – „Spis Rzeczy Ulubionych”
- 2009 – Sidney Polak – „Cyfrowy Styl Życia”
- 2009 – Roby Lakatos & Tangata Quintet – „World Tangos”
- 2009 – Joanna Dark – „Bar Nostalgia”
- 2009 – Machina del Tango/Anna Dereszowska – Tangomania
- 2009 – Jerzy Wasowski, Jeremi Przybora, Andrzej Poniedzielski – „Stacyjka Zdrój” – muzyka do spektaklu
- 2009 Olena Leonenko, Janusz Głowacki – Jesienin
- 2009 Krystyna Tkacz śpiewa Kurta Tucholsky’ego
- 2010 Trauma Theater, Theater der Liebe – OloWalicki
- 2010 Wielcy kompozytorzy filmowi – Michał Lorenc
- 2010 Śluby Panieńskie – Michał Lorenc
- 2010 Czarny czwartek, Janek Wiśniewski padł – Michał Lorenc
- 2011 1920 Bitwa Warszawska – Krzesimir Dębski
- 2011 Olga Szomańska – Nówka
- 2011 Jan Paweł II – Szukałem Was – Michał Lorenc
- 2011 Lipali + Goście – Akustyk Live
- 2011 Astor Piazzolla – Klaudiusz Baran, Andrei Bielov, Myroslav Skoryk, Artur Mykytka
- 2011 Kora – Ping-Pong
- 2012 Tango Bridge – Astor Piazzolla – Libertango
- 2012 Klaudiusz Baran, Krzysztof Olczak – Astor Piazzolla
- 2013 Klaudiusz Baran, Orkiestra Filharmonii Szczecińskiej, Z. Rychert
- 2013 Rok 1863 – Michał Lorenc
- 2014 DesOrient 2 – Michał Lorenc
- 2014 Justyna Bacz – Francuska
- 2014 Machina Del Tango i Anna Dereszowska – Tango Va Banque
- 2014 Artur Gadowski, Tangata Quintet – Tangado
- 2015 „Marmolada na Księżycu – Grzegorz Wasowski
- 2015 Krzesimir Dębski – Łukasz Błaszczyk, Adam Bogacki, Polska Orkiestra Radiowa
- 2016 Anna Wandtke – VIOLIN SOUL
- 2016 Artur Banaszkiewicz, Arabesque Overnight – Klaudiusz Baran, Tomasz Kandulski, Rafał Rachwał, Orkiestra Kameralna Capella Thoruniensis, Marek Wroniszewski Dyr.
- 2016 Accordiofonica – Klaudiusz Baran, Łomża Chamber Philharmonic, Jan Miłosz Zarzycki Dyr.
- 2017 Warszawskie tango elektryczne – Warsaw Tango Group/Katarzyna Dąbrowska
- 2018 St. John of the cross/Tomasz Łuc – Love
- 2018 Paweł Gusnar – Saxophone Varie Vol.3
- 2019 Śto-krzyska epopeja DesOrient Michał Lorenc
- 2019 Maciej Zieliński|Archipelag
- 2019 100 na 100 Muzyczne dekady wolności
- 2019 Reminiscencje. 30 lat Centrum Paderewskiego
- 2020 Ignacy Zalewski - Accordion Works
- 2020 Tango Affetto
- 2020 Harmonia Polonica Nova - Klaudiusz Baran, Łomża Chamber Philharmonic, Jan Miłosz Zarzycki - Dyr.
- 2021 Astor Piazzolla - Centenario - Klaudiusz Baran, Michal Nagy, Tarnowska Orkiestra Kameralna
- 2021 20th Century Russian Accordion Sonatas
- 2021 Tribute to Moniuszko - Chopin University Accordion Trio
- 2021 Saxophone Varie vol. 4
- 2021 Stanisław Moryto - Solo and Chamber Works
- 2021 Cisza i Krzyż - Klaudiusz Baran, Marcin Zdunik, Sinfonia Varsovia, Michał Klauza - Dyr.
- 2022 Nula Stankiewicz - Śpiewam
- 2022 Błażewicz, Majkusiak, Przybylski - Polish Accordion Concertos - Klaudiusz Baran, Orkiestra Polskiego Radia, Michał Klauza - Dyr.
- 2022 Accordion Concertos - Klaudiusz Baran, Chopin University Chamber Orchestra, Michał Klauza - Dyr.
- 2023 Tfiles
- 2023 Anna Sroka-Hryń - Ulica, którą płyną moje obie dłonie
- 2024 Polish Impressions - Klauidiusz Baran, Karolina Jaroszewska, Łomża Chamber Philharmonic, Jan Miłosz Zarzycki - Dyr.